# Austrochthonius mordax
Espèce
Synonymes
- Austrochthonius inversus mordax Beier, 1967

Austrochthonius mordax est une espèce de pseudoscorpions de la famille des Chthoniidae.

## Distribution
Cette espèce est endémique de Nouvelle-Zélande.

## Publication originale
- Beier, 1967 : Contributions to the knowledge of the Pseudoscorpionidea from New Zealand. Records of the Dominion Museum Wellington, vol. 5, p. 277-303.